# Lars-Jörn Zimmer

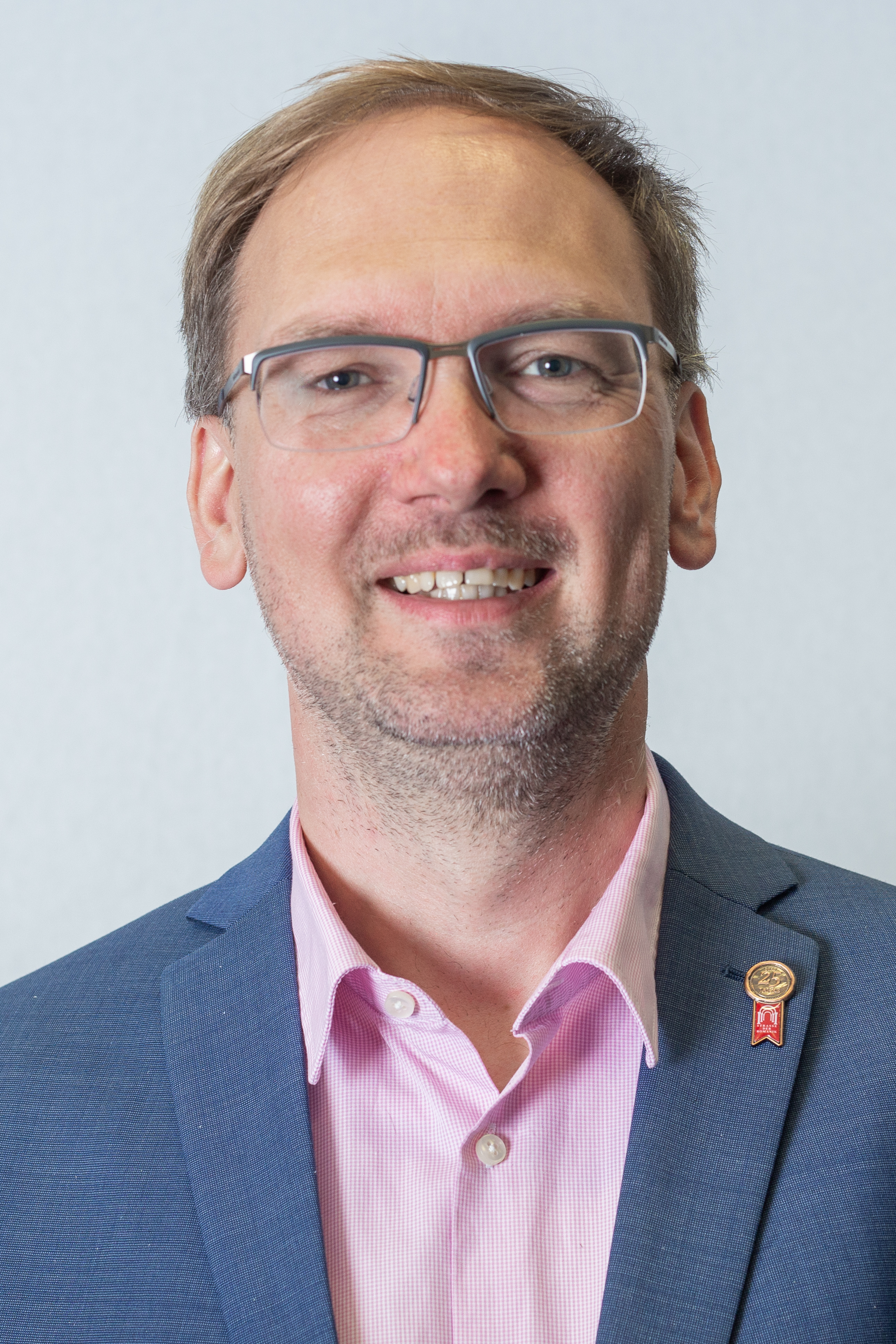
Lars-Jörn Zimmer (2018)

Lars-Jörn Zimmer (* 4. Oktober 1970 in Brehna, Kreis Bitterfeld, DDR) ist ein deutscher Politiker der CDU.

## Leben
Nach Abitur und Wehrdienst absolvierte Zimmer an der Hochschule Anhalt in Bernburg ein Studium der Betriebswirtschaftslehre, das er 1995 als Diplom-Betriebswirt (FH) abschloss. Anschließend arbeitete er mehrere Jahre bei der Wirtschaftsförderung der Stadt Wolfen.
Zimmer ist Vorsitzender des Tourismusverbands Sachsen-Anhalt. Er ist römisch-katholisch, verheiratet und hat zwei Söhne.

## Politik
1994 trat Zimmer in die CDU ein. Seit dem 22. November 2008 ist er Beisitzer im Landesvorstand der CDU des Landes Sachsen-Anhalt.
Seit 2002 ist er mit einer kurzen Unterbrechung Abgeordneter des Landtages von Sachsen-Anhalt. Er errang das Direktmandat im damaligen Wahlkreis 31 (Bitterfeld). In den Jahren 2006 und 2011 erfolgte die Wiederwahl mit 39,7 % bzw. 37,7 %. Er war Mitglied im Ausschuss für Wirtschaft und Arbeit. 2016 unterlag er im Kampf um das Direktmandat jedoch Volker Olenicak von der AfD; da sein Listenplatz zum Einzug ebenfalls nicht ausreichte, schied er somit aus dem Landtag aus. Am 17. Mai 2016 rückte er jedoch für Edwina Koch-Kupfer in den Landtag nach. Von 2018 bis 2021 war Zimmer stellvertretender Vorsitzender der CDU-Fraktion im Landtag Sachsen-Anhalts. Bei der Landtagswahl 2021 trat er im Wahlkreis 28 (Bitterfeld-Wolfen) als Direktkandidat an und gewann das Mandat mit 35,3 % der Erststimmen.

## Kontroversen
Gemeinsam mit dem stellvertretenden CDU-Fraktionsvorsitzenden Ulrich Thomas verfasste Zimmer eine nach der Europawahl 2019 erschienene Denkschrift, laut der die Wähler von CDU und AfD ähnliche Ziele haben. Die CDU sei „multikulturellen Strömungen linker Parteien und Gruppen“ nicht ausreichend entgegengetreten. Für ein Wiedererstarken müsse es gelingen, „das Soziale mit dem Nationalen zu versöhnen“. Die beiden forderten außerdem von ihrer Partei, Koalitionen mit der AfD nicht grundsätzlich auszuschließen.
Der Innenminister Sachsen-Anhalts und CDU-Landesvorsitzende Holger Stahlknecht hingegen hielt eine Öffnung zur AfD für falsch und warnte davor, „die CDU nach rechts zu verrücken“. Auch CDU-Generalsekretär Paul Ziemiak lehnte den Vorstoß von Thomas und Zimmer ab und verwies auf die aktuelle Beschlusslage des CDU-Parteitages, nachdem Bündnisse von CDU und AfD ausgeschlossen sind. Die Denkschrift von Zimmer und Thomas stieß auch auf Kritik der anderen Regierungsparteien von Sachsen-Anhalt.
Während der deutschlandweit beachteten Regierungskrise in Thüringen 2020 nach dem Rücktritt des mit AfD-Stimmen zum thüringischen Ministerpräsidenten gewählten FDP-Politikers Thomas Kemmerich wiederholte Zimmer seine Forderung nach einer Zusammenarbeit mit der AfD. Gegenüber dem ZDF-Magazin Berlin direkt erklärte er, eine von der AfD tolerierte CDU-Minderheitsregierung sei für ihn denkbar. Acht Tage später musste er nach einem Gespräch mit dem geschäftsführenden CDU-Landesvorstand seine Funktion im Landesvorstand seiner Partei wegen der umstrittenen Äußerungen ruhen lassen, um weiteren Schaden von der Partei abzuwenden.